# Eduardo Súarez Morales
Eduardo Suárez Morales (La Isleta, Las Palmas de Gran Canaria, 27 de gener de 1906 – 6 d'agost de 1936) fou un polític canari. Era fill de José Suárez León (1866-1949), el primer mestre que treballà a La Isleta.

## Biografia
Estudià magisteri i treballà a l'escola del seu pare durant uns anys. El 1926 fou redactor de la secció d'esports d'El Mercantil Canario i després treballà de comptable a l'empresa Los Betancores. També fou membre del Sindicat de Treballadors Mercantils de la UGT i del PSOE, però cap al 1935 s'afilià al Partit Comunista d'Espanya, destacant aviat per la seva oratòria. Amb aquest partit elegit diputat dins les llistes del Front Popular per Las Palmas a les eleccions generals espanyoles de 1936.
El cop d'estat del 18 de juliol de 1936 el va sorprendre a Las Palmas. Aleshores fou un dels que liderà la resistència antifeixista a la zona Nord. Quan els militars colpistes controlen la zona a causa de la falta d'armament dels republicans, els caps de la resistència, Eduardo Suárez Morales, Pedro Delgado Quesada (regidor i conseller del Cabildo), Fernando Egea (farmacèutic socialista i delegat governatiu de la Zona Nord) i la seva esposa Herminia dos Santos, fugen pel port de las Nieves de Agaete. Poc després el barquer simula falta de combustible, i els deixa en la costa de San Nicolás. S'amaguen en una cova del barranc del Asno, on són detinguts el 24 de juliol per soldats del "Arcila".
És traslladat a Las Palmas i confinat al quartel d'artilleria de La Isleta. Fou condemnat a mort després d'un consell de guerra sumaríssim i afusellat amb Fernando Ejea Ramírez. La seva dona i ninos van romandre a l'illa fins que el 1949 marxaren clandestinament a Dakar, d'on no tornaren fins al 1975. La seva sentència de mort no ha estat trobada fins al 2009.